# Штепишник, Якоб Игнац Максимилиан
Якоб Игнац Максимилиан Штепишник (Штепишнегг) (словен. Jakob Ignaz Maximilian Stepišnik, 22.07.1815 г., Целе, Австро-Венгрия — 28.06.1889 г., Марибор, Австро-Венгрия) — католический прелат, епископ Лаванта с 21 декабря 1862 по 28 июня 1889 года.

## Биография
Якоб Штепишник родился 22 июля 1815 года в городе Целе, Австро-Венгрия. 2 августа 1838 года был рукоположён в священники.
21 декабря 1862 года Римский папа Пий IX назначил Якоба Штепишника епископом Лаванта. 18 января 1863 года состоялось рукоположение Якоба Штепишника в епископы, которое совершил кардинал архиепископ Зальцбурга Максимилиан Йозеф Тарночи.
Якоб Штепишник участвовал в работе I Ватиканского собора.
28 июня 1889 года скончался в Мариборе и был похоронен в соборе святого Иоанна Крестителя.